# Фојбе
Фојбе је израз којим се означава серија масовних убистава и покоља које су над припадницима италијанске етничке заједнице у Истри и Словеначком приморју починили припадници југословенских партизанских формација крајем и непосредно након Другог свјетског рата. Назив је дошао од израза фојба, који означава крашке јаме у које су бацане жртве. Тачне околности под којима су се злочини догодили, број и статус жртава, као и мотиви починитеља су предмет вишегодишње расправе међу историчарима, а крајем 2000-их и узрок кварења односа између Италије с једне, те Словеније и Хрватске с друге стране.